# 霹雳增五
飛馬座77，又名BD+09 5268，HD 222764、SAO 108789、HR 8991，是飛馬座的一颗恒星，视星等为5.06，位于銀經96.87，銀緯-49.06，其B1900.0坐标为赤經23h 38m 16.9s，赤緯+9° -49.06′ 35″。